# Tysk retskrivningsreform 1996
Tysk retskrivningsreform 1996 fastlægger den gældende retskrivning for det tysksprogede område, som omfatter Tyskland, Schweiz, Østrig, Luxemburg, Sydtyrol og den tysksprogede del af Belgien. Målsætningen var at forenkle reglerne. Den foregående reform var trådt i kraft i 1902.
Det der falder mest i øjnene, er de ændrede regler for det tyske dobbelt-s, ß, men i Schweiz anvendes det ikke; her skrives kun -ss-. Den gamle regel for ß lød: Der skrives kun ss mellem to vokaler, hvoraf den første er kort; de andre steder skrives ß. Den nye regel lyder: Der skrives ss efter kort vokal og ß efter lang vokal. Det er imidlertid et problem, når en dialekt eller et regionalsprog har en anden vokallængde end rigssproget (Hochsprache). En fordel ved den nye regel er, at der nu ikke skiftes mellem ss og ß i forskellige former af et ord. Tidligere hed det 'lassen', men 'laß'; men nu: 'lassen' og 'lass'. Det tyske ord for »at« blev tidligere skrevet »daß«, idet ß ikke stod mellem to vokaler; men nu skrives det »dass«, idet vokalen er kort. Der er ingen ændring i et ord som Straße, for det skal være med ß efter både den gamle og den nye regel.
Den nye retskrivning er mere etymologisk orienteret, således at en vokal skal være i overensstemmelse med ordstammen. Stengel er ændret til Stängel (stængel), fordi det er afledt af Stange.
Tidligere skar man et bogstav af ved sammensætninger, fx af Ballett og Tänzer, der blev sammensat til Ballettänzer; men nu bibeholdes alle tre t'er: Balletttänzer.
Verbet 'radfahren' (køre på cykel) er afskaffet til fordel for 'Rad fahren'.
Orddelingen ved 'ck' er ændret. Zucker blev tidligere orddelt: Zuk-ker. Nu er det: Zu-cker.